# Acacia delavayi
Acacia delavayi é uma espécie de leguminosa do gênero Acacia, pertencente à família Fabaceae.